# Storytel
Storytel Sweden AB er en svensk virksomhed, der tilbyder streaming af lydbøger og e-bøger online fra sit eget samt andre forlag, på tablet, smartphone og pc.

## Historie
Storytel blev grundlagt i 2005 af Jonas Tellander (CEO) og Jon Hauksson (systemarkitekt og chefudvikler) under navnet Bokilur. Først i 2007 ændredes navnet til Storytel for at gøre tjenesten klar til en international udvidelse.
I 2009 deltog den ene stifter Jonas Tellander i den svenske udgave af Løvens Hule (Draknästet). Her rejste han en investering på 1,5 millioner svenske kroner fra dragen Richard Båge imod en andel på 13% af virksomheden.
Siden investeringen har Storytel opkøbt flere konkurrenter og forlag. I 2013 udvidede Storytel til Danmark og Holland, og året efter introducerede Storytel e-bøger på deres platform, så brugerne nu både kan lytte til og læse bøger. I 2014 gik virksomheden også ind på det norske marked.

## Opkøb
I 2013 opkøbte Storytel lydbogsforlagene Storyside og Earbooks og påbegyndte produktion af mere originalt indhold. I 2015 fusionerede Storytel med forlaget Massolit og blev børsnoteret. I 2016 foretog Storytel to store opkøb, først af den danske bogtjeneste Mofibo[kilde mangler] og derefter af et af Sveriges største forlag, Norstedts förlagsgrupp.